# Lajiao
Lajiao (kinesiska: 拉郊, 拉郊乡) är en socken i Kina. Den ligger i socknen Lajiao, den autonoma regionen Tibet, i den sydvästra delen av landet, omkring 170 kilometer söder om regionhuvudstaden Lhasa. Antalet invånare är 198. Befolkningen består av 108 kvinnor och 90 män. Barn under 15 år utgör 23,0 %, vuxna 15-64 år 72 %, och äldre över 65 år 4,0 %.